# Juraj Kucka
Juraj Kucka (Bojnice, 26 de febrero de 1987) es un futbolista eslovaco. Juega de centrocampista y su equipo es el F. C. Baník Prievidza de la 3. liga.

## Selección nacional
Fue internacional con la selección de Eslovaquia desde el 19 de noviembre de 2008, cuando debutó en un partido contra la selección de Liechtenstein, donde la selección eslovaca ganó con un resultado de 4 a 0. Durante sus años defendiendo la camiseta de Eslovaquia, participó en la Copa Mundial de 2010 y las Eurocopas de 2016, 2020 y 2024.
En marzo de 2025 anunció su retirada como internacional por problemas de salud. En ese momento era, con 112, el tercer jugador con más partidos en la selección y el sexto máximo goleador histórico con catorce tantos.

### Participaciones en Copas del Mundo
| Mundial                        | Sede      | Resultado        | Partidos | Goles |
| ------------------------------ | --------- | ---------------- | -------- | ----- |
| Copa Mundial de Fútbol de 2010 | Sudáfrica | Octavos de final | 3        | 0     |

### Participaciones en Eurocopas
| Copa          | Sede     | Resultado        | Partidos | Goles |
| ------------- | -------- | ---------------- | -------- | ----- |
| Eurocopa 2016 | Francia  | Octavos de final | 4        | 0     |
| Eurocopa 2020 | Europa   | Primera fase     | 3        | 0     |
| Eurocopa 2024 | Alemania | Octavos de final | 4        | 0     |

## Clubes
- Actualizado el 17 de mayo de 2025.

| Club                    | País            | Año       | Partidos | Goles |
| ----------------------- | --------------- | --------- | -------- | ----- |
| ŽP ŠPORT Podbrezová     | Eslovaquia      | 2006-2007 | 0        | 0     |
| MFK Ružomberok          | Eslovaquia      | 2007-2009 | 43       | 8     |
| Sparta de Praga         | República Checa | 2009-2011 | 61       | 14    |
| Genoa C. F. C.          | Italia          | 2011-2015 | 129      | 9     |
| A. C. Milan             | Italia          | 2015-2017 | 67       | 5     |
| Trabzonspor             | Turquía         | 2017-2019 | 38       | 3     |
| Parma Calcio 1913       | Italia          | 2019-2022 | 74       | 17    |
| Watford F. C. (cedido)  | Inglaterra      | 2021-2022 | 27       | 1     |
| Š. K. Slovan Bratislava | Eslovaquia      | 2022-2025 | 108      | 15    |
| F. C. Baník Prievidza   | Eslovaquia      | 2025-     |          |       |

## Palmarés

### Títulos nacionales
| Título                          | Club                    | País            | Año  |
| ------------------------------- | ----------------------- | --------------- | ---- |
| Gambrinus liga                  | A. C. Sparta Praga      | República Checa | 2010 |
| Supercopa de la República Checa | A. C. Sparta Praga      | República Checa | 2010 |
| Supercopa de Italia             | A. C. Milan             | Italia          | 2016 |
| Superliga de Eslovaquia         | Š. K. Slovan Bratislava | Eslovaquia      | 2023 |
| Superliga de Eslovaquia         | Š. K. Slovan Bratislava | Eslovaquia      | 2024 |
| Superliga de Eslovaquia         | Š. K. Slovan Bratislava | Eslovaquia      | 2025 |